# Roy Glenn
Pour les articles homonymes, voir Glenn.
Roy Edwin Glenn Sr. (généralement crédité Roy Glenn), né le 3 juin 1914 à Pittsburg (Kansas), mort le 12 mars 1971 à Los Angeles (Californie), est un acteur américain.

## Biographie
Au cinéma, Roy Glenn collabore à quarante-neuf films américains, les trois premiers sortis en 1936-1937, les suivants à partir de 1950. Le classique de la science-fiction Les Évadés de la planète des singes et le western Tueur malgré lui, ses deux derniers films, sortent fin mai 1971, plus de deux mois après sa mort brutale, d'une crise cardiaque.
En particulier, il contribue à deux films réalisés par Otto Preminger, dont la distribution est exclusivement afro-américaine, Carmen Jones (1954), avec Dorothy Dandridge et Harry Belafonte, puis Porgy and Bess (1959), avec Dorothy Dandridge et Sidney Poitier. Il tourne aux côtés de ce dernier dans trois autres films, L'Homme qui tua la peur (1957, avec John Cassavetes), Un raisin au soleil (1961, avec Claudia McNeil), et enfin Devine qui vient dîner ? (1967, avec Spencer Tracy et Katharine Hepburn), où il tient le rôle — sans doute son plus connu — de M. Prentice, père du docteur John Prentice (Sidney Poitier).
À la télévision, Roy Glenn apparaît dans quarante-deux séries, entre 1953 et 1970, ainsi que dans un téléfilm, diffusé en 1969.
Au théâtre, il joue à Broadway (New York) dans la comédie musicale Golden Boy (en), représentée 568 fois d'octobre 1964 à mars 1966, mise en scène par Arthur Penn, avec Sammy Davis Jr. et Kenneth Tobey (entre autres).

## Filmographie partielle

### Au cinéma
- 1936 : Kelly the Second de Gus Meins
- 1937 : Life begins at College de William A. Seiter
- 1950 : The Jackie Robinson Story d'Alfred E. Green
- 1952 : Lydia Bailey de Jean Negulesco
- 1952 : L'Affaire de Trinidad (Affair in Trinidad) de Vincent Sherman
- 1952 : Les Indomptables (The Lusty Men) de Nicholas Ray et Robert Parrish
- 1952 : Bomba and the Jungle Girl de Ford Beebe
- 1953 : So This Is Love de Gordon Douglas
- 1953 : Complot dans la jungle (The Royal African Rifles) de Lesley Selander
- 1954 : Le Raid (The Raid) d'Hugo Fregonese
- 1954 : Killer Leopard de Ford Beebe
- 1954 : Carmen Jones d'Otto Preminger
- 1954 : Nettoyage par le vide (The Long Wait) de Victor Saville
- 1954 : Les Révoltés de la cellule 11 (Riot in Cell Block 11) de Don Siegel
- 1954 : The Golden Idol de Ford Beebe
- 1954 : Jungle Gents d'Edward Bernds
- 1955 : Au service des hommes (A Man called Peter) d'Henry Koster
- 1955 : Panther Girl of the Kongo (en) de Franklin Adreon
- 1956 : Écrit sur du vent (Written on the Wind) de Douglas Sirk
- 1956 : Time Table (en) de Mark Stevens
- 1956 : L'Homme au complet gris (The Man in the Gray Flannel Suit) de Nunnally Johnson
- 1957 : The Green-Eyed Blonde de Bernard Girard
- 1957 : L'Homme qui tua la peur (Edge of the City) de Martin Ritt
- 1958 : Le Combat mortel de Tarzan (Tarzan's Fight for Life) d'H. Bruce Humberstone
- 1959 : Le Bruit et la Fureur (The Sound and the Fury) de Martin Ritt
- 1959 : Porgy and Bess d'Otto Preminger
- 1960 : Les Aventuriers du fleuve (The Adventures of Huckleberry Finn) de Michael Curtiz
- 1961 : Un raisin au soleil (A Raisin in the Sun) de Daniel Petrie
- 1962 : Doux Oiseau de jeunesse (Sweet Bird of Youth) de Richard Brooks
- 1964 : Rivalités (Where Love has gone) d'Edward Dmytryk
- 1966 : Un truand (Dead Heat on a Merry Go-Round) de Bernard Girard
- 1966 : A Man Called Adam de Leo Penn
- 1967 : La Route de l'Ouest (The Way West) d'Andrew V. McLaglen
- 1967 : Devine qui vient dîner ? (Guess who's coming to dinner) de Stanley Kramer
- 1968 : Le Baiser papillon (I love you, Alice B. Toklas !) d'Hy Averback
- 1968 : Pendez-les haut et court (Hang 'Em High) de Ted Post
- 1968 : La Vallée du bonheur (Finian's Rainbow) de Francis Ford Coppola
- 1970 : Tick... Tick... Tick et la violence explosa de Ralph Nelson
- 1970 : L'Insurgé (The Great White Hope) de Martin Ritt
- 1971 : Les Évadés de la planète des singes (Escape from the Planet of the Apes) de Don Taylor
- 1971 : Tueur malgré lui (Support your Local Gunfighter) de Burt Kennedy

### À la télévision
Séries, sauf mention contraire
- 1955 : Le Choix de... (Screen Directors Playhouse), Saison unique, épisode 3 A Midsummer Daydream de John Brahm et épisode 6 The Life of Vernon Hathaway de Norman Z. McLeod
- 1957 : Monsieur et Madame détective (The Thin Man), Saison 1, épisode 1 The Dollar Doodle de Bernard Girard
- 1957 : Maverick, Saison 1, épisode 8 Hostage de Richard L. Bare
- 1958 : Cheyenne, Saison 3, épisode 12 The Empty Gun et épisode 19 Noose at Noon d'Howard W. Koch
- 1958 : Alfred Hitchcock présente (Alfred Hitchcock presents), Saison 4, épisode 2 Don't Interrupt de Robert Stevens
- 1960-1961 : Peter Gunn, Saison 3, épisode 10 Take Five for Murder (1960) de Paul Stanley et épisode 23 Portrait in Leather (1961)
- 1960-1962 : Rawhide, Saison 3, épisode 5 Incident of the Slavemaster (1960) de Ted Post et épisode 10 Incident of the Buffalo Soldier (1961) de Ted Post ; saison 4, épisode 19 The Greedy Town
- 1964 : Adèle (Hazel), saison 3, épisodes 18 et 19 Scheherazade and her Frying Pan, Parts I & II
- 1964 : Première série L'Homme à la Rolls (Burke's Law), saison 1, épisode 17 Who killed What's his Name? de Don Taylor
- 1967 : Tarzan, saison 1, épisode 20 A Pride of Assassins et épisode 24 To steal the Rising de William Witney
- 1967 : Cimarron, Saison unique, épisode 6 La Bataille de Bloody Stones (The Battle of Bloody Stones) de Richard C. Sarafian
- 1968 : L'Homme de fer (Ironside), saison 1, épisode 27 Due Process of Love
- 1969 : The Pigeon, téléfilm d'Earl Bellamy
- 1969 : La Nouvelle Équipe (The Mod Squad), saison 1, épisode 15 Flight Five doesn't Answer de George McCowan

## Théâtre (à Broadway)
- 1964-1966 : Golden Boy, comédie musicale, musique de Charles Strouse, lyrics de Lee Adams, livret de Clifford Odets et William Gibson, mise en scène d'Arthur Penn, avec Sammy Davis Jr., Kenneth Tobey, Johnny Brown, Lola Falana, Louis Gossett Jr., Theresa Merritt